# 賈森·伍德
賈森·伍德（Jason Wood，1968年5月24日—）是一位澳洲政治人物，他的黨籍是澳洲自由黨。在2004年至2010年和自2013年開始，他是拉籌伯選區選出的澳大利亞眾議院的議員。